# Amor Cruel (livro)
Amor Cruel é um livro sobre superação, tragédia e romance da autora norte-americana Colleen Hoover e foi publicado a primeira vez pela Atria Books a 5 de agosto de 2014 e em Portugal, pela primeira vez e pela TopSeller, a 8 de junho de 2015. 
Este livro contou com uma nomeação no Goodreads Choice Awards na categoria de Melhor Romance em 2014. 

## Enredo
Não é propriamente amor à primeira vista para Tate Collins quando conhece o misterioso e secreto melhor amigo do seu irmão: Miles Archer. Nem amigos podiam dizer que eram. 
A única coisa que tinham em comum é um forte atração física que não conseguem negar e ignorar. Quando assumem os seus desejos percebem que podem ter encontrado uma relação sem compromissos perfeita!
Ele não quer nada que envolva amor e ela não tem tempo para o amor, o que deixa apenas ficar o prazer físico. 
O que eles têm pode ser espantosamente bom desde que Tate cumpra duas simples regras: não perguntar pelo passado de Miles e não esperar um futuro. 
Ambos acham que podem aguentar até os sentimentos se envolverem também. 
Os corações envolvem-se. As promessas não são cumpridas. O amor fica feio. 

## Edições
Esta obra conta com traduções em português, espanhol, alemão, italiano, búlgaro, tcheco, polonês, romano, sueco, turco, holandês, francês, dinamarquês, grego, húngaro, lituano, croata, sérvio, indonésio, hebraico, esloveno, russo, norueguês, georgiano, árabe, macedónio, tailandês e coreano. 

## Adaptações
Esta obra esteve para ser adaptada cinematográficamente
mas foi posteriormente cancelado. 